# Provincia de Abaroa
La provincia de Abaroa (o Avaroa) es una provincia de Bolivia en el departamento de Oruro y cuenta con una población de 32 355 habitantes (según el Censo INE 2012).
Está conformada por 2 municipios, físicamente separados por la provincia de Sebastián Pagador, Challapata y Quillacas.

## Historia
La provincia se creó en el gobierno de José Manuel Pando, por Ley de 16 de octubre de 1903, al dividir la antigua provincia de Paria en las nuevas provincias de Abaroa y provincia de Poopó. Se le dio el nombre en honor a Eduardo Abaroa, protagonista de la defensa de Calama durante la Guerra del Pacífico.

## Geografía
La provincia se ubica en el sureste del departamento de Oruro, separada físicamente en dos partes por la provincia de Sebastián Pagador. La parte norte, compuesta por el municipio de Challapata, limita al norte con la provincia de Poopó y el departamento de Potosí, al oeste con la provincia de Sud Carangas, al sur con la provincia de Sebastián Pagador, y al este con el departamento de Potosí. La parte sur, compuesta por el municipio de Quillacas, limita al norte con la provincia de Sebastián Pagador, al oeste con la provincia de Ladislao Cabrera,y al sur y al este con el departamento de Potosí.

## Demografía
De acuerdo con el censo boliviano de 2024, la población de la provincia de Abaroa es de 40 444 habitantes.
La población de la provincia ha aumentado casi tres cuartas partes en las últimas tres décadas:
| Año  | Habitantes | Fuente |
| ---- | ---------- | ------ |
| 1992 | 23 147     | Censo  |
| 2001 | 27 675     | Censo  |
| 2012 | 33 248     | Censo  |
| 2024 | 40 444     | Censo  |

| Gráfica de evolución demográfica de la Provincia de Eduardo Abaroa entre 1992 y 2012 |
|                                                                                      |
| Fuente: Instituto Nacional de Estadística de Bolivia                                 |